# Зарилац
Зарилац је насељено место у саставу града Плетернице, у Славонији, Република Хрватска.

## Историја
До нове територијалне организације налазило се у саставу бивше велике општине Славонска Пожега.

## Становништво
Насеље је према попису становништва из 2011. године имало 176 становника.
| Националност       | 1991.        |
| Хрвати             | 233 (96,68%) |
| Срби               | 0            |
| Југословени        | 0            |
| остали и непознато | 8 (3,31%)    |
| Укупно             | 241          |